# 桃太郎武士
《桃太郎武士》（桃太郎侍）為1957年上映的時代劇，大映電影公司製作，三隅研次導演作品。

## 演員表
- 桃太郎/若木新之介：市川雷藏
- 百合：浦路洋子
- 伊賀半九郎：河津清三郎
- 花房小鈴：木暮實千代
- 伊之助：堺駿二
- 鷲塚主膳：杉山昌三九
- 右田外記：香川良介
- 神島伊織：清水元
- 大瀧鐵心齋：細川俊夫
- 高垣勘兵衛：植村謙二郎
- 慈海和尚：荒木忍
- 千代：濱世津子
- 阿梅的人：若杉曜子
- 杉田助之進：南條新太郎
- 小川新兵衛：水原浩一
- 鷲塚大學：原聖四郎
- 醫師：葛木香一
- 藤井佐次馬：高倉一郎
- 大西虎之助：鄉登志彥
- 進藤儀十郎：志摩靖彥
- 若水讃岐守：淺尾奧山
- 繁乃：橘公子
- 神島家的女僕人：小柳圭子
- 小鈴家的老婆婆：小松綠
- 船番所的工人：玉置一惠
- 堀北幸夫：橋本五郎太
- 金比羅船的乘客：岩田正
- 萬太郎：山本順太

## 製作人員
- 製片：酒井箴
- 企劃：高桑義生
- 導演：三隅研次
- 原作：山手樹一郎
- 編劇：八尋不二
- 攝影：杉山公平
- 美術：神田孝一郎
- 照明：岡本健一
- 錄音：林土太郎
- 音樂：齋藤一郎
- 色彩技術：本田平三

## 外部連結
- 桃太郎武士 （页面存档备份，存于）（日語）
- 桃太郎侍 goo映画[永久]（日語）